# Sărituri în apă la Jocurile Olimpice de vară din 2016 - 10 metri platformă (masculin)
Proba masculină de 10 metri platformă de la Jocurile Olimpice de vară din 2016 de la Rio de Janeiro a avut loc la 19-20 august, la Centrul Acvatic „Maria Lenk”.

## Formatul competiției
Competiția s-a desfășurat în trei etape:
- Etapa preliminară: toți cei 28 sportivi au sărit de șase ori; primii 18 sportivi s-au calificat în semifinală
- Semifinala: cei 18 sportivi au sărit de 6 ori; punctajele din calificări au fost șterse și primii 12 din clasament s-au calificat în finală.
- Finala: Cei 12 sportivi au sărit de șase ori. Punctajele din semifinală au fost șterse și primii trei din clasament au primit medaliile de aur, argint și bronz.

## Rezultate
Pe fundal verde sunt sportivii care s-au calificat în finală
| Loc | Sportiv                | Preliminarii | Preliminarii | Semifinală                          | Semifinală                          | Finală                              | Finală                              | Finală                              | Finală                              | Finală                              | Finală                              | Finală                              | Finală |
| Loc | Sportiv                | Puncte       | Loc          | Puncte                              | Loc                                 | Săritura 1                          | Săritura 2                          | Săritura 3                          | Săritura 4                          | Săritura 5                          | Săritura 6                          | Puncte                              |        |
| --- | ---------------------- | ------------ | ------------ | ----------------------------------- | ----------------------------------- | ----------------------------------- | ----------------------------------- | ----------------------------------- | ----------------------------------- | ----------------------------------- | ----------------------------------- | ----------------------------------- | ------ |
| 1   | Chen Aisen (CHN)       | 545.35       | 3            | 559.90                              | 1                                   | 96.90                               | 78.75                               | 102.60                              | 93.60                               | 105.45                              | 108.00                              | 585.30                              |        |
| 2   | Germán Sánchez (MEX)   | 430.05       | 12           | 462.05                              | 9                                   | 84.15                               | 81.60                               | 82.50                               | 98.05                               | 95.20                               | 91.20                               | 532.70                              |        |
| 3   | David Boudia (USA)     | 496.55       | 4            | 458.35                              | 10                                  | 88.20                               | 94.40                               | 81.60                               | 90.00                               | 102.60                              | 68.45                               | 525.25                              |        |
| 4   | Benjamin Auffret (FRA) | 470.45       | 5            | 477.00                              | 4                                   | 80.00                               | 86.70                               | 76.50                               | 94.05                               | 89.10                               | 81.00                               | 507.35                              |        |
| 5   | Martin Wolfram (GER)   | 468.80       | 6            | 466.15                              | 8                                   | 90.00                               | 76.80                               | 95.20                               | 59.40                               | 86.40                               | 85.10                               | 492.90                              |        |
| 6   | Qiu Bo (CHN)           | 564.75       | 2            | 504.70                              | 2                                   | 94.50                               | 47.25                               | 102.00                              | 102.60                              | 47.50                               | 94.35                               | 488.20                              |        |
| 7   | Rafael Quintero (PUR)  | 456.55       | 10           | 471.20                              | 7                                   | 65.60                               | 90.65                               | 81.60                               | 81.60                               | 79.20                               | 86.70                               | 485.35                              |        |
| 8   | Viktor Minibaev (RUS)  | 462.25       | 8            | 474.10                              | 6                                   | 81.60                               | 70.30                               | 86.70                               | 79.20                               | 72.00                               | 91.80                               | 481.60                              |        |
| 9   | Sascha Klein (GER)     | 463.40       | 7            | 475.00                              | 5                                   | 65.60                               | 90.65                               | 94.50                               | 37.80                               | 81.60                               | 54.00                               | 424.15                              |        |
| 10  | Iván García (MEX)      | 418.90       | 15           | 497.55                              | 3                                   | 88.80                               | 73.80                               | 54.00                               | 91.80                               | 30.75                               | 79.80                               | 418.95                              |        |
| 11  | Woo Ha-ram (KOR)       | 438.45       | 11           | 453.85                              | 12                                  | 76.50                               | 81.60                               | 85.00                               | 57.60                               | 47.25                               | 66.60                               | 414.55                              |        |
| 12  | Domonic Bedggood (AUS) | 413.85       | 17           | 454.95                              | 11                                  | 72.00                               | 86.40                               | 68.45                               | 44.55                               | 44.20                               | 88.20                               | 403.80                              |        |
| 13  | Steele Johnson (USA)   | 403.75       | 18           | 447.85                              | 13                                  | nu s-a calificat în etapa următoare | nu s-a calificat în etapa următoare | nu s-a calificat în etapa următoare | nu s-a calificat în etapa următoare | nu s-a calificat în etapa următoare | nu s-a calificat în etapa următoare | nu s-a calificat în etapa următoare |        |
| 14  | Vincent Riendeau (CAN) | 419.50       | 14           | 436.30                              | 14                                  | nu s-a calificat în etapa următoare | nu s-a calificat în etapa următoare | nu s-a calificat în etapa următoare | nu s-a calificat în etapa următoare | nu s-a calificat în etapa următoare | nu s-a calificat în etapa următoare | nu s-a calificat în etapa următoare |        |
| 15  | James Connor (AUS)     | 457.05       | 9            | 419.10                              | 15                                  | nu s-a calificat în etapa următoare | nu s-a calificat în etapa următoare | nu s-a calificat în etapa următoare | nu s-a calificat în etapa următoare | nu s-a calificat în etapa următoare | nu s-a calificat în etapa următoare | nu s-a calificat în etapa următoare |        |
| 16  | Hugo Parisi (BRA)      | 422.45       | 13           | 417.15                              | 16                                  | nu s-a calificat în etapa următoare | nu s-a calificat în etapa următoare | nu s-a calificat în etapa următoare | nu s-a calificat în etapa următoare | nu s-a calificat în etapa următoare | nu s-a calificat în etapa următoare | nu s-a calificat în etapa următoare |        |
| 17  | Nikita Shleikher (RUS) | 418.15       | 16           | 415.75                              | 17                                  | nu s-a calificat în etapa următoare | nu s-a calificat în etapa următoare | nu s-a calificat în etapa următoare | nu s-a calificat în etapa următoare | nu s-a calificat în etapa următoare | nu s-a calificat în etapa următoare | nu s-a calificat în etapa următoare |        |
| 18  | Tom Daley (GBR)        | 571.85       | 1            | 403.25                              | 18                                  | nu s-a calificat în etapa următoare | nu s-a calificat în etapa următoare | nu s-a calificat în etapa următoare | nu s-a calificat în etapa următoare | nu s-a calificat în etapa următoare | nu s-a calificat în etapa următoare | nu s-a calificat în etapa următoare |        |
| 19  | Maxim Bouchard (CAN)   | 398.15       | 19           | nu s-a calificat în etapa următoare | nu s-a calificat în etapa următoare | nu s-a calificat în etapa următoare | nu s-a calificat în etapa următoare | nu s-a calificat în etapa următoare | nu s-a calificat în etapa următoare | nu s-a calificat în etapa următoare | nu s-a calificat în etapa următoare | nu s-a calificat în etapa următoare |        |
| 20  | Víctor Ortega (COL)    | 386.85       | 20           | nu s-a calificat în etapa următoare | nu s-a calificat în etapa următoare | nu s-a calificat în etapa următoare | nu s-a calificat în etapa următoare | nu s-a calificat în etapa următoare | nu s-a calificat în etapa următoare | nu s-a calificat în etapa următoare | nu s-a calificat în etapa următoare | nu s-a calificat în etapa următoare |        |
| 21  | Jesús Liranzo (VEN)    | 385.55       | 21           | nu s-a calificat în etapa următoare | nu s-a calificat în etapa următoare | nu s-a calificat în etapa următoare | nu s-a calificat în etapa următoare | nu s-a calificat în etapa următoare | nu s-a calificat în etapa următoare | nu s-a calificat în etapa următoare | nu s-a calificat în etapa următoare | nu s-a calificat în etapa următoare |        |
| 22  | Ooi Tze Liang (MAS)    | 379.50       | 22           | nu s-a calificat în etapa următoare | nu s-a calificat în etapa următoare | nu s-a calificat în etapa următoare | nu s-a calificat în etapa următoare | nu s-a calificat în etapa următoare | nu s-a calificat în etapa următoare | nu s-a calificat în etapa următoare | nu s-a calificat în etapa următoare | nu s-a calificat în etapa următoare |        |
| 23  | Robert Páez (VEN)      | 378.20       | 23           | nu s-a calificat în etapa următoare | nu s-a calificat în etapa următoare | nu s-a calificat în etapa următoare | nu s-a calificat în etapa următoare | nu s-a calificat în etapa următoare | nu s-a calificat în etapa următoare | nu s-a calificat în etapa următoare | nu s-a calificat în etapa următoare | nu s-a calificat în etapa următoare |        |
| 24  | Vadim Kaptur (BLR)     | 353.85       | 24           | nu s-a calificat în etapa următoare | nu s-a calificat în etapa următoare | nu s-a calificat în etapa următoare | nu s-a calificat în etapa următoare | nu s-a calificat în etapa următoare | nu s-a calificat în etapa următoare | nu s-a calificat în etapa următoare | nu s-a calificat în etapa următoare | nu s-a calificat în etapa următoare |        |
| 25  | Sebastián Villa (COL)  | 350.40       | 25           | nu s-a calificat în etapa următoare | nu s-a calificat în etapa următoare | nu s-a calificat în etapa următoare | nu s-a calificat în etapa următoare | nu s-a calificat în etapa următoare | nu s-a calificat în etapa următoare | nu s-a calificat în etapa următoare | nu s-a calificat în etapa următoare | nu s-a calificat în etapa următoare |        |
| 26  | Yauheni Karaliou (BLR) | 347.80       | 26           | nu s-a calificat în etapa următoare | nu s-a calificat în etapa următoare | nu s-a calificat în etapa următoare | nu s-a calificat în etapa următoare | nu s-a calificat în etapa următoare | nu s-a calificat în etapa următoare | nu s-a calificat în etapa următoare | nu s-a calificat în etapa următoare | nu s-a calificat în etapa următoare |        |
| 27  | Maicol Verzotto (ITA)  | 313.10       | 27           | nu s-a calificat în etapa următoare | nu s-a calificat în etapa următoare | nu s-a calificat în etapa următoare | nu s-a calificat în etapa următoare | nu s-a calificat în etapa următoare | nu s-a calificat în etapa următoare | nu s-a calificat în etapa următoare | nu s-a calificat în etapa următoare | nu s-a calificat în etapa următoare |        |
| 28  | Mohab Ishak (EGY)      | 305.50       | 28           | nu s-a calificat în etapa următoare | nu s-a calificat în etapa următoare | nu s-a calificat în etapa următoare | nu s-a calificat în etapa următoare | nu s-a calificat în etapa următoare | nu s-a calificat în etapa următoare | nu s-a calificat în etapa următoare | nu s-a calificat în etapa următoare | nu s-a calificat în etapa următoare |        |